# Abdulla Oripov (poète)
 (décembre 2023).
Le contenu est difficilement compréhensible vu les erreurs de traduction, qui sont peut-être dues à l'utilisation d'un logiciel de traduction automatique.
 (novembre 2023).
La mise en forme du texte ne suit pas les recommandations de Wikipédia : il faut le « wikifier ».
Les points d'amélioration suivants sont les cas les plus fréquents :
- Les titres sont pré-formatés par le logiciel. Ils ne sont ni en capitales, ni en gras.
- Le texte ne doit pas être écrit en capitales (les noms de famille non plus), ni en gras, ni en italique, ni en « petit »…
- Le gras n'est utilisé que pour surligner le titre de l'article dans l'introduction, une seule fois.
- L'italique est rarement utilisé : mots en langue étrangère, titres d'œuvres, noms de bateaux, etc.
- Les citations ne sont pas en italique mais en corps de texte normal. Elles sont entourées par des guillemets français : « et ».
- Les listes à puces sont à éviter, des paragraphes rédigés étant largement préférés. Les tableaux sont à réserver à la présentation de données structurées (résultats, etc.).
- Les appels de note de bas de page (petits chiffres en exposant, introduits par l'outil «  Source ») sont à placer entre la fin de phrase et le point final[comme ça].
- Les liens internes (vers d'autres articles de Wikipédia) sont à choisir avec parcimonie. Créez des liens vers des articles approfondissant le sujet. Les termes génériques sans rapport avec le sujet sont à éviter, ainsi que les répétitions de liens vers un même terme.
- Les liens externes sont à placer uniquement dans une section « Liens externes », à la fin de l'article. Ces liens sont à choisir avec parcimonie suivant les règles définies. Si un lien sert de source à l'article, son insertion dans le texte est à faire par les notes de bas de page.
- La présentation des références doit suivre les conventions bibliographiques. Il est recommandé d'utiliser les modèles {{Ouvrage}}, {{Chapitre}}, {{Article}}, {{Lien web}} et/ou {{Bibliographie}}. Le mode d'édition visuel peut mettre en forme automatiquement les références.
- Insérer une infobox (cadre d'informations à droite) n'est pas obligatoire pour parachever la mise en page.

Pour une aide détaillée, merci de consulter Aide:Wikification.
Si vous pensez que ces points ont été résolus, vous pouvez retirer ce bandeau et améliorer la mise en forme d'un autre article.
Pour les articles homonymes, voir Abdulla Oripov et Oripov.
Abdulla Oripov (en ouzbek : Abdulla Oripov ; 21 mars 1941 - 5 novembre 2016) était un poète, traducteur littéraire et homme politique ouzbek.  Il est surtout connu comme l'auteur des paroles de l'hymne national de l'Ouzbékistan.  En plus d'écrire sa propre poésie, Oripov a traduit les œuvres de nombreux poètes étrangers célèbres, tels qu'Alexandre Pouchkine, Dante Alighieri, Nizami Ganjavi et Taras Shevchenko, en langue ouzbèke.
Oripov était aussi un homme d'État. Il a été membre du Sénat de l'Ouzbékistan de 2005 jusqu'à sa mort en 2016. Il a également été chef du Comité du droit d'auteur de l'Ouzbékistan de 2000 jusqu'à sa mort.
Oripov a reçu de nombreux prix au cours de sa vie. Il est devenu poète national de la RSS d'Ouzbékistan en 1989. En 1998, il a reçu le titre de Héros de l'Ouzbékistan, le titre honorifique le plus élevé pouvant être décerné à un citoyen de l'Ouzbékistan.

## Biographie
Abdulla Oripov est né le 21 mars 1941, dans le village de Nekuz à Qashqadaryo, alors République socialiste soviétique d'Ouzbékistan. Sa sœur Bibisora Oripova est chirurgienne et militante des droits des femmes.  En 1958, Oripov est diplômé du lycée avec mention. En 1963, il est diplômé en journalisme de l’Université d’État de Tachkent. Oripov a eu six enfants, cinq filles et un fils. Il est décédé le 5 novembre 2016 à Houston des suites d'une longue maladie.

## Travail
Oripov a commencé à écrire de la poésie pendant ses années d'étudiant. Son premier recueil de poèmes, Mitti yulduz (La Petite Étoile), a été publié en 1965.
De 1963 à 1974, Oripov a travaillé pour les maisons d'édition Yosh gvardiya (1963-1968) et Ga'fur G'ulom (1968-1974). Entre 1974 et 1980, il travaille pour différents périodiques, comme Sharq yulduzi (The Eastern Star) et Gulxan (Bonfire).
En 1971, Oripov devient membre de l'Union des écrivains d'Ouzbékistan. De 1994 à 2009, il a dirigé le syndicat.
Oripov était aussi un homme d'État. Il a été membre du Sénat de l'Ouzbékistan de 2005 jusqu'à sa mort en 2016.  Il a également dirigé le Comité du droit d'auteur d'Ouzbékistan de 2000 jusqu'à sa mort.

## Travaux littéraires
Voici une liste des livres de poésie d'Oripov:
- Mitti Yulduz (La Petite Étoile) (1965)
- Ko'zlarim yo'lingda (En attendant) (1966)
- Onajon (Chère Mère) (1969)
- Ruhim (Mon Esprit) (1971)
- O'zbekiston (Ouzbékistan) (1972)
- Qasida (L'Ode) (1972)
- Hayrat (Merveille) (1974)
- Xotirot (Souvenirs) (1974)
- Yurtim Shamoli (Les vents de mon pays) (1974)
- Jannatga yo'l (La route vers le paradis) (1978)
- Hakim va ajal (Le sage et la mort) (1980)
- Najot qal'asi (Le Château de l'Espoir) (1981)
- Sourate va siyrat (L'image et l'âme) (1981)
- Yillar armoni (Rêves des années passées) (1984)
- Ishonch koʻpriklari (Les ponts de confiance) (1989)
- Haj daftari (Le journal du Hajj) (1992)
- Munojot (1992)
- Dunyo (Le Monde) (1995)
- Saylanma (Œuvres sélectionnées) (1996)
- Sohibqiron (Tamerlan) (1996)
- Savob (Thawab) (1997)
- Asarlar (Œuvres) (2001) (En quatre volumes)
- Birinchi muhabbatim (Mon premier amour) (2005)
- Everest va ummon (Everest et l'océan) (2015)
- Tutash Dunyolar (Mondes connectés) (2015)

Oripov a également écrit un livre de poésie, Ehtiyoj farzandi (Le Fils de la nécessité), en 1988.

### Traductions littéraires
Oripov a traduit les œuvres de nombreux poètes étrangers célèbres, tels qu'Alexandre Pouchkine, Dante Alighieri, Harivansh Rai Bachchan, Jenő Heltai, Kersti Merilaas, Khalil Rza Uluturk, Lesya Ukrainka, Nikola Vaptsarov, Nikolay Nekrasov, Nizami Ganjavi, Qaysin Quli, Sergey Baruzdin, Taras Shevchenko et Yeghishe Charents, en langue ouzbèke. Il a notamment traduit la Divine Comédie de Dante en ouzbek. Les propres œuvres d'Oripov en ouzbek ont été traduites en russe et dans de nombreuses autres langues.

## Distinctions
Oripov sur un timbre 2021 de l'Ouzbékistan. Oripov a reçu de nombreux prix au cours de sa vie. En 1983, il reçoit le prix d'État Hamza. En 1989, il est devenu poète national de la RSS d'Ouzbékistan.  En 1992, il reçoit le prestigieux prix d'État Alisher Navoiy. En 1998, il a reçu le titre de Héros de l'Ouzbékistan, le titre honorifique le plus élevé pouvant être décerné à un citoyen ouzbek.